# Aleuroparadoxus rhodae
Aleuroparadoxus rhodae là một loài côn trùng cánh nửa trong họ Aleyrodidae, phân họ Aleyrodinae.
Aleuroparadoxus rhodae được Russell miêu tả khoa học đầu tiên năm 1947.